# Il covo degli avvoltoi
Il covo degli avvoltoi (Stand and Deliver) è un film muto del 1928 diretto da Donald Crisp (il regista vi appare anche in un piccolo ruolo). Prodotto dalla DeMille Pictures Corporation e distribuito dalla Pathé Exchange, aveva come interpreti Rod La Rocque, Lupe Vélez, Warner Oland, Louis Natheaux, Clarence Burton, Charles Stevens.

## Trama
Roger Norman, veterano britannico della prima guerra mondiale, si arruola nell'esercito greco con il grado di tenente. Un giorno, in un villaggio, salva una ragazza, Jania, da una casa in fiamme. Per ringraziarlo, lei lo va a trovare nel campo militare portandogli una bottiglia di vino, ma viene aggredita dal comandante di Roger. L'ufficiale muore incidentalmente mentre si batte con il suo sottoposto e i due giovani sono costretti a darsi alla fuga.
 
Vengono però catturati dai banditi locali che costringono Roger a cooperare con loro. Dopo essere riuscito a sventare un attacco dei banditi e avere catturato il loro capo, Roger viene reintegrato nei ranghi. L'avventura che ha vissuto con Jania fa capire ai due giovani di essersi innamorati uno dell'altra.

## Produzione
Il film fu prodotto dalla DeMille Pictures Corporation.

## Distribuzione
Il copyright del film, richiesto dalla Pathé Exchange, inc., fu registrato il 24 gennaio 1928 con il numero LP24910.

Distribuito dalla Pathé Exchange, il film uscì nelle sale statunitensi il 19 febbraio 1928. Nello stesso anno, fu distribuito anche in Svezia (23 aprile con il titolo Äventyraren); in Italia (distribuito dalla P.D.C. con il titolo Il covo degli avvoltoi); in Danimarca (12 novembre, come Den excentriske Mr. Normans mærkelige eventyr); in Francia (16 dicembre, come Le Clan des vautours). Uscì poi anche in Irlanda (5 luglio 1929), in Finlandia (2 giugno 1930 come Taistelusta voittoon), in Brasile (come Fremito de Amor).
Il film è stato distribuito in DVD dalla Grapevine Video e dalla eMoviez.

### Conservazione
Copie complete della pellicola si trovano conservate negli archivi del George Eastman House di Rochester, del New Zealand Film Archive di Wellington, dell'UCLA Film And Television Archive di Los Angeles.